# Blabinotus spinicollis
Blabinotus spinicollis е вид бръмбар от семейство Сечковци (Cerambycidae). Видът е почти застрашен от изчезване.

## Разпространение
Разпространен е в Испания (Канарски острови) и Португалия (Мадейра).